# Sidérophile
 (novembre 2022).
En géochimie, un élément sidérophile, ou simplement un sidérophile est un élément chimique qu'on rencontre fréquemment associé au fer en raison de son affinité pour cet élément à l'état liquide, d'où le nom sidérophile (du grec σίδειος / sídeios, fer, et φίλος, filos « ami de », littéralement : « ayant une affinité pour le fer »).
Ces éléments se distinguent des lithophiles par leur faible affinité pour l'oxygène et leur très grande affinitié pour le fer, qui les a fait migrer lors de la formation de la Terre vers le centre du globe, où se concentre l'essentiel du fer et des sidérophiles. Ces derniers ont donc une abondance naturelle relative moindre dans l'écorce terrestre que dans le système solaire. Des métaux de transition tels que le manganèse, le molybdène et le tungstène forment néanmoins des liaisons fortes avec l'oxygène, mais se lient encore plus facilement au fer plutôt qu'à l'oxygène déjà lié aux lithophiles (typiquement sous forme de silicates et d'oxydes alcalins) ; cette réactivité à l'oxygène fait qu'on trouve des minerais de manganèse dans des gîtes similaires à ceux de lithophiles tels que l'aluminium et le titane. Le tungstène est d'ailleurs généralement considéré comme lithophile.
Plus un élément a un caractère sidérophile prononcé, plus il est rare dans l'écorce terrestre et se retrouve concentré dans le noyau où il forme des liaisons métalliques avec les autres sidérophiles. Ce sont par conséquent des métaux précieux à la surface de la Terre, à l'image de l'or et des métaux du groupe du platine. L'iridium est ainsi le métal le plus rare dans l'écorce terrestre[réf. nécessaire], avec une abondance inférieure à 1 µg/kg. De façon assez intuitive, on comprend aisément que les métaux précieux se retrouvent, à la surface, dans les résidus résultant de l'érosion de roches ultramafiques, qui sont par définition sidérophiliques.